# Saraswor
Saraswor (nep. सारस्वर) – gaun wikas samiti we wschodniej części Nepalu w strefie Sagarmatha w dystrykcie Saptari. Według nepalskiego spisu powszechnego z 2001 roku liczył on 741 gospodarstw domowych i 4739 mieszkańców (2321 kobiet i 2418 mężczyzn).